# Karcer

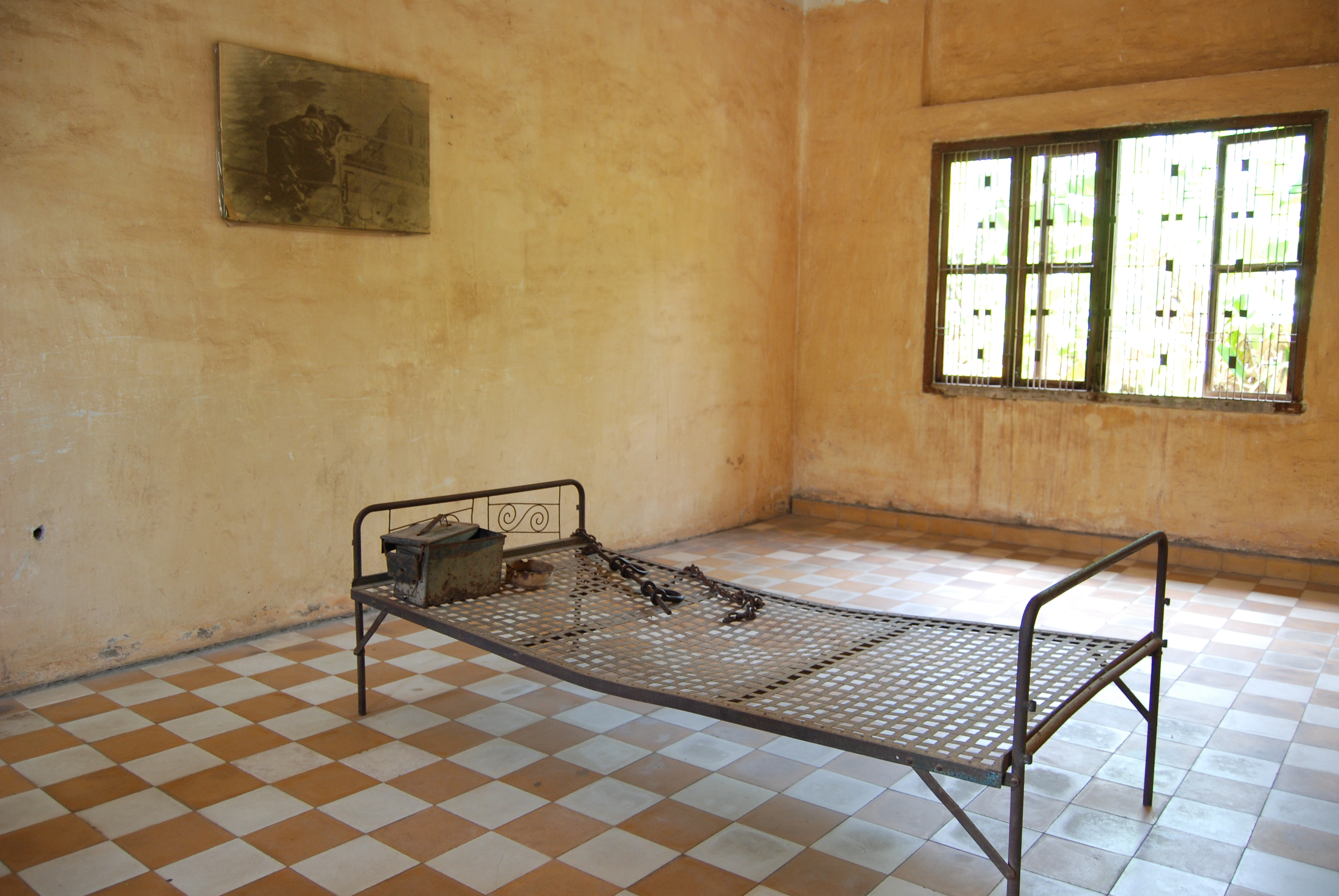
Karcer i sala tortur, Muzeum Ludobójstwa Tuol Sleng, Phnom Penh, Kambodża

Karcer (łac. carcer) – cela więzienna o znacznie surowszych warunkach, małej powierzchni, często pozbawiona otworów okiennych i jakiegokolwiek cywilizowanego miejsca do snu. Umieszczenie więźnia w karcerze stanowi dodatkową karę za przewinienia.
W tej chwili w Polsce nie jest to stosowany środek dodatkowego karania, zastąpiła go kara celi izolacyjnej. Mylony jest niekiedy ze środkiem przymusu bezpośredniego – celą zabezpieczającą.
Karcery znajdowały się już w romańskich opactwach cysterskich do karania zakonników łamiących regułę zakonu, zachowany karcer pod schodami do dormitorium z oknem na cmentarz przyklasztorny można do dziś oglądać w klasztorze w Wąchocku.